# Microlicia viscosa
Microlicia viscosa är en tvåhjärtbladig växtart som beskrevs av Célestin Alfred Cogniaux och Auguste François Marie Glaziou. Microlicia viscosa ingår i släktet Microlicia och familjen Melastomataceae. Inga underarter finns listade i Catalogue of Life.